# Phill Lewis
Phillip David Lewis (Arua, Uganda, 14 de febrero de 1968), más conocido como Phill Lewis, es un actor de televisión, comediante y director de televisión estadounidense. Es conocido por sus papeles en The Wayans Bros., The Suite Life of Zack and Cody, The Suite Life on Deck y más recientemente, Dadnapped.

## Carrera
Su primer gran show fue Teech. Sin embargo, el espectáculo fue cancelado después de sólo cuatro episodios debido a la baja audiencia que tenía. Poco después de la cancelación del programa, Phill fue detenido a finales de diciembre de 1991 por un incidente en el que fue acusado de conducir con un nivel elevado de alcohol en la sangre, atropellando así a Isabel Duarte, de 21 años, en Potomac, Maryland. La víctima murió minutos después de llegar al hospital por la gravedad de sus heridas. Fue declarado culpable de todos los cargos por la DUI y el Tribunal del Condado de Montgomery (Maryland) lo condenó el 8 de febrero de 1993 a cinco años de prisión, dos años de libertad condicional y horas de servicio comunitario. Sin embargo, William Miller suspendió cuatro años de su condena, citando que Lewis trabajaría como voluntario en Iglesias y escuelas para concienciar a los jóvenes del uso indebido de las drogas.
Poco después, Lewis reanudó su carrera de nuevo, actuando sobre todo en papeles secundarios en sitcoms. Fue, una de las estrellas de Disney Channel en The Suite Life of Zack and Cody y en The Suite Life on Deck, como el Señor Moseby, el gerente del Hotel Tipton y el capitán del barco Tipton, que no aguanta a los gemelos. Previamente, Lewis había actuado en varias series de la televisión incluyendo Lizzie McGuire, Buffy Cazavampiros, Scrubs, Cómo Conocí a Vuestra Madre o Friends, y en esta última y por casualidad conoció a Cole Sprouse (que en dicha serie actuó como el hijo de Ross), con el que más tarde co-protagonizaría The Suite Life of Zack and Cody.
También es conductor de los Disney Channel Games 2007 al lado de su compañero Brian Stepanek con el que actuó también en The Suite Life on deck. En el 2015 Lewis volvió a trabajar nuevamente con Debby Ryan pero para un capítulo de la serie Jessie volviendo a su rol del señor Moseby. Se lo ve trabajando en un hotel (de la cadena "Tipton" se pueden ver las T) donde Jessie va a buscar a Emma. En este capítulo se puede apreciar una escena donde el señor Moseby está hablando con Cody, (uno de los gemelos de las series The Suite Life of Zack and Cody y The Suite Life on Deck) diciéndole que Jessie se ve exactamente igual a Bayley (La novia de Cody) que curiosamente también fue interpretada por Debby Ryan. Aparte de haber vuelto para ese episodio de Jessie, también sirvió como director de varios episodios desde la primera temporada.

## Vida personal
Lewis es católico. Está casado con Megan Benton Lewis y tiene dos hijas.
Lewis es hijo del director ejecutivo de Chesapeake & Potomac Telephone y del ex-embajador de los Estados Unidos, Delano Lewis.